# Caubon-Saint-Sauveur
Caubon-Saint-Sauveur – miejscowość i gmina we Francji, w regionie Nowa Akwitania, w departamencie Lot i Garonna.
Według danych na rok 1990 gminę zamieszkiwały 272 osoby, a gęstość zaludnienia wynosiła 24 osób/km² (wśród 2290 gmin Akwitanii Caubon-Saint-Sauveur plasuje się na 907. miejscu pod względem liczby ludności, natomiast pod względem powierzchni na miejscu 980.).